# Wolayerseehütte
Horská chata Wolayerseehütte je útočiště provozované rakouskou sekcí ÖAV na hlavním hřebeni Karnských Alp.

## Poloha
Chata se nachází přímo u jezera Wolayer See, uprostřed hlavního hřebene Karnských Alp. Nachází se asi 6 km západně od průsmyku Plöckenpass a jen několik metrů od rakousko-italské hranice. Je základnou rakouské dálkové stezky Jižní Alpy a vysokohorské stezky Karnischer Höhenweg.

## Historie
Chata byla postavena v roce 1896 hornorakouskou sekcí DuOeAV a otevřena 10. srpna 1897. V roce 1909 ji z finančních důvodů převzala rakouská sekce DuOeAV. Za první světové války se v okolí chaty a jezera odehrávaly boje horské války, které dodnes připomínají zbytky pozic a válečný památník. Chata, která byla během bojů zničena, byla v letech 1922–1923 znovu postavena a pojmenována po tehdejším předsedovi rakouské sekce Německého a rakouského alpského klubu Eduardu Pichlovi a byla otevřena 4. nebo 5. srpna 1923.
Navzdory velkým úspěchům a zásluhám o alpinismus Eduarda Pichla se od něj alpský klub později distancoval, protože Eduard Pichl byl aktivním národním socialistou a jako antisemita již v roce 1924 prosazoval v Alpském klubu árijský paragraf. Proto dostala chata v roce 2002 opět svůj původní název: Wolayerseehütte.

## Příjezd
- Příjezd vlakem: Villach – Kötschach-Mauthen
- Příjezd autobusem: Villach – Kötschach-Mauthen
- Příjezd autem: Villach – Kötschach-Mauthen – Birnbaum – Wolayertal nebo Villach – Kötschach-Mauthen – Plöckenpass.

## Přístup
- Wolayertal (Hubertuskapelle) – Wolayerseehütte, doba chůze: 3 hodiny
- Plöckenpass – Wolayerseehütte, doba chůze: 4 hodiny

## Možné túry v okolí chaty
- Hohe Warte (2780 m): doba chůze 2,5 hodiny
- Rauchkofel (2460 m): doba chůze 1,5 hodiny
- Průsmyk Wolayerpass (1974 m): doba chůze 10 minut

## Přechody na jiné chaty
- Rifugio Lambertenghi-Romanin (jižně od průsmyku Wolayer), doba chůze 15 minut
- Hochweißsteinhaus, doba chůze 6 hodin
- Gasthof Plöckenhaus, doba chůze 3½ hodiny
- Zollnerseehütte, doba chůze 7 hodin

## Galerie

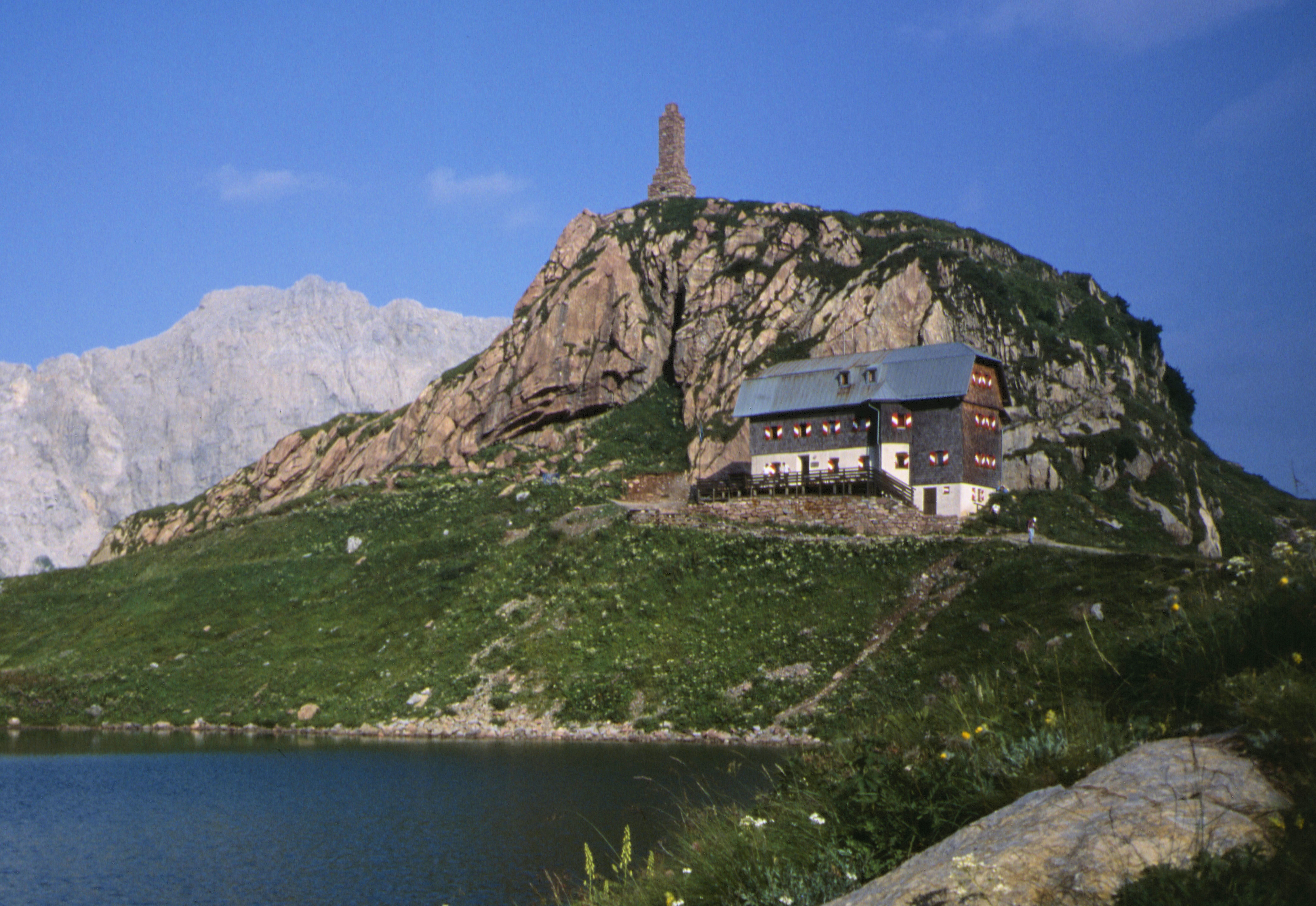
Chata Wolayerseehütte při pohledu od jihu
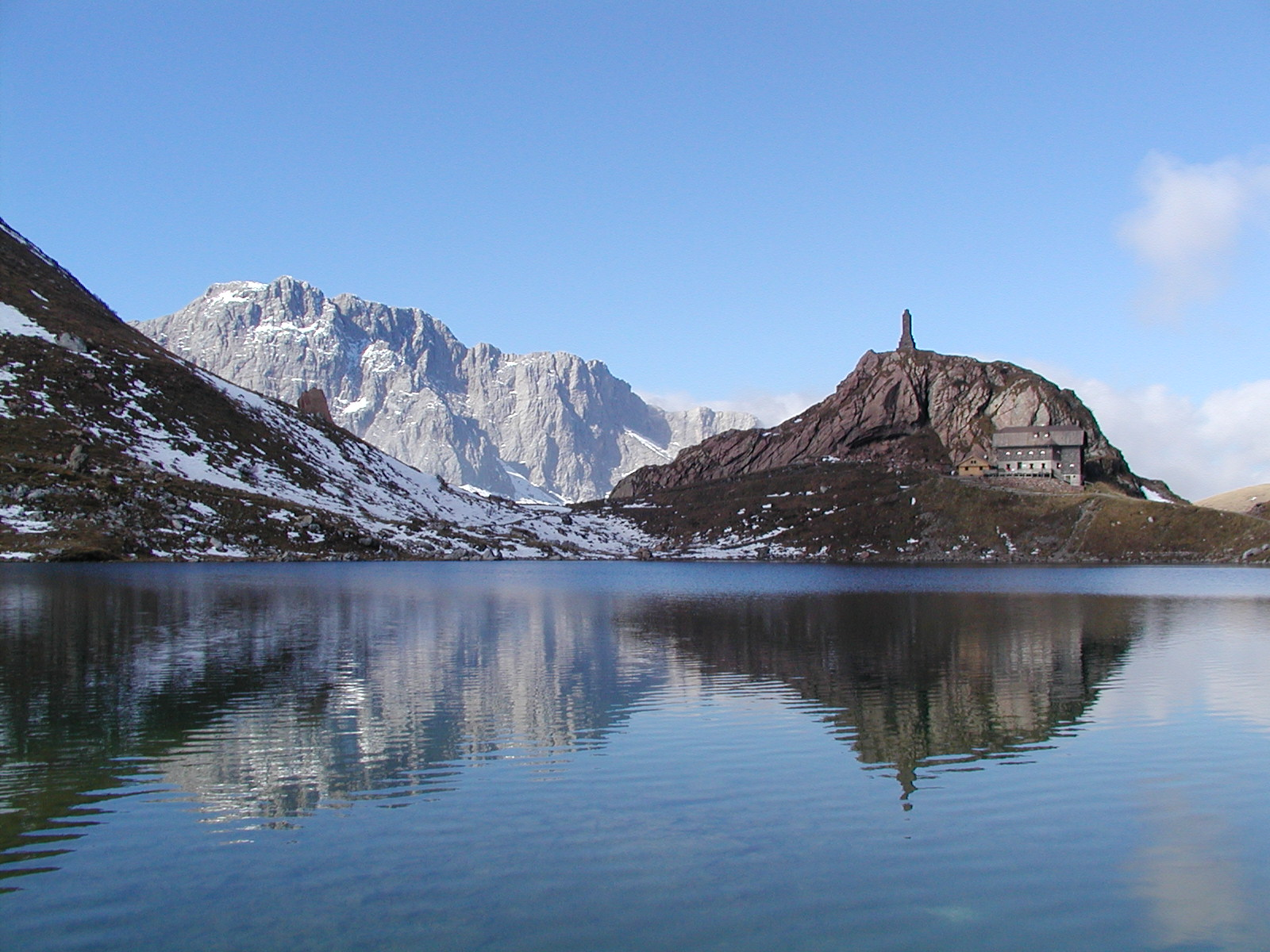
Wolayerseehütte a jezero
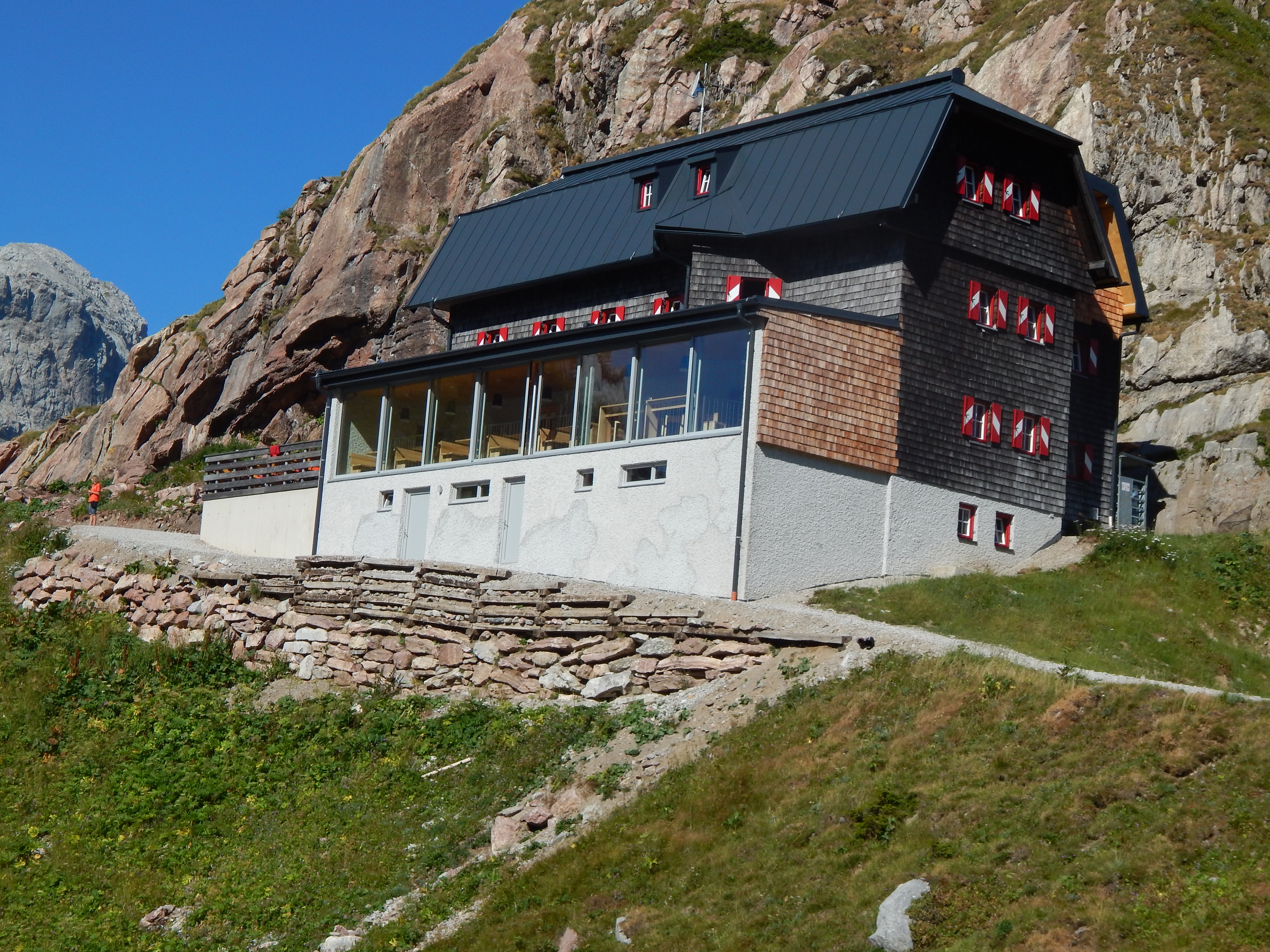
Wolayerseehütte v létě 2013
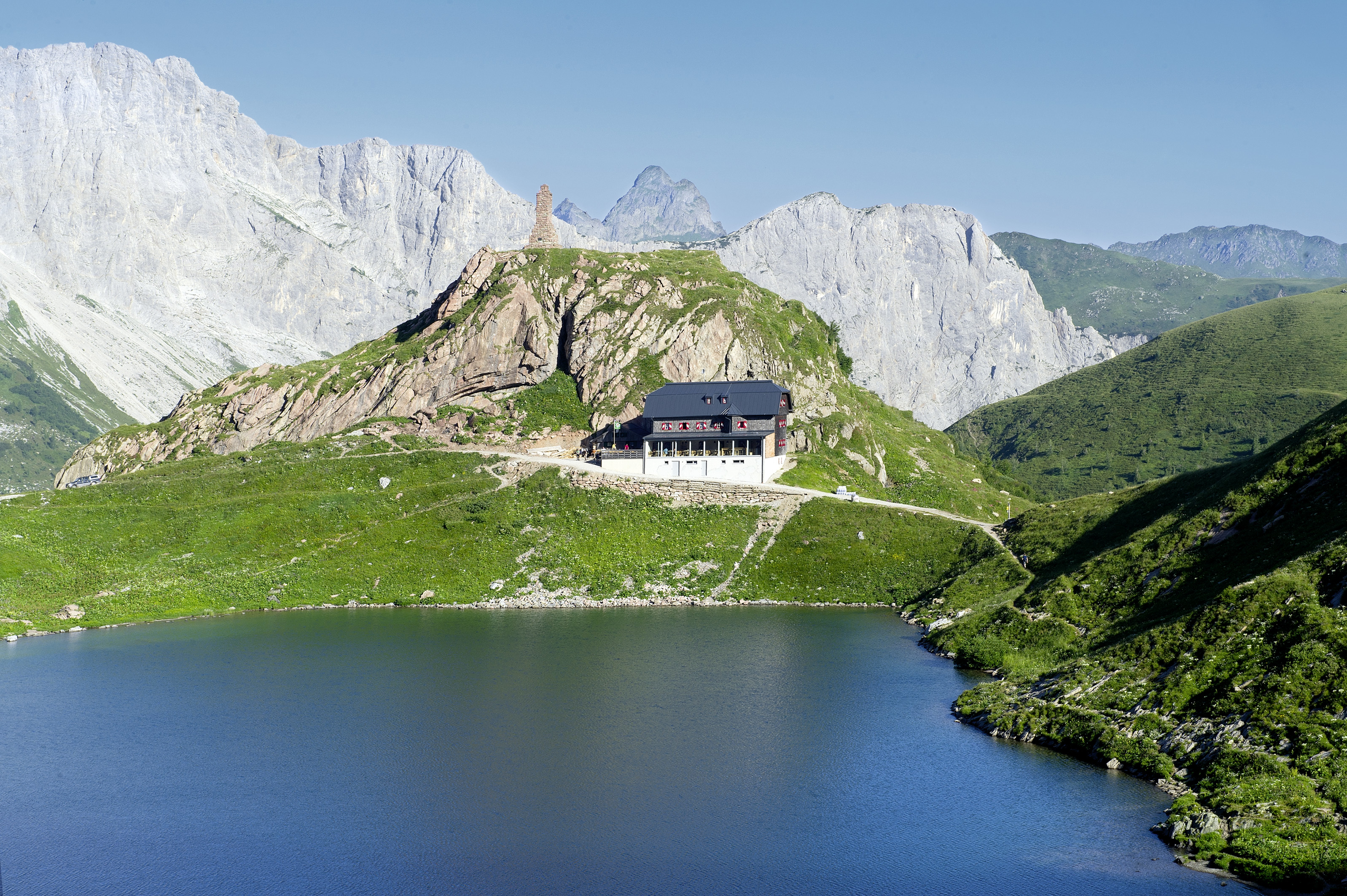
Wolayerseehütte v létě 2013